# International Film Festival Rotterdam

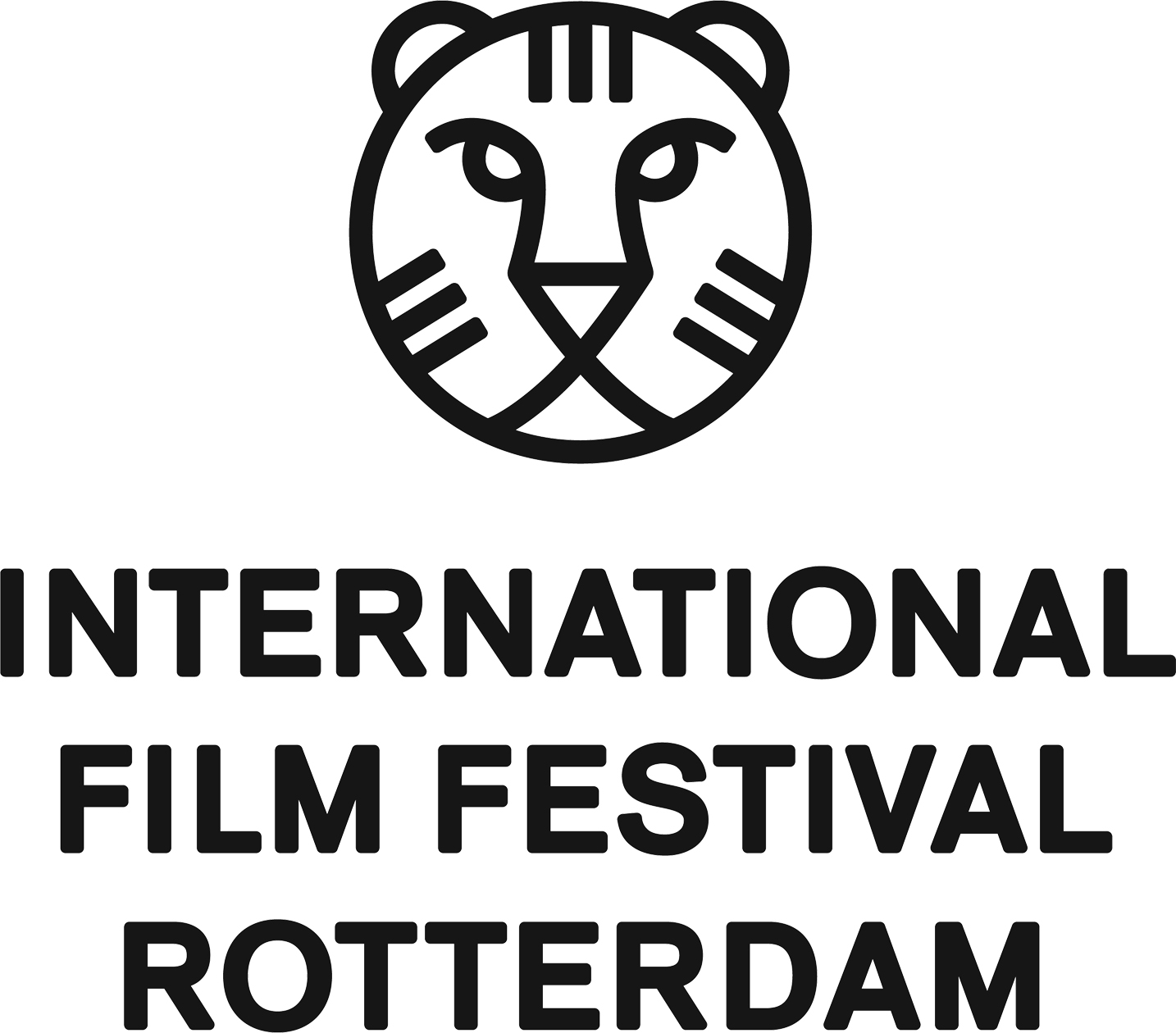
Festival Logo

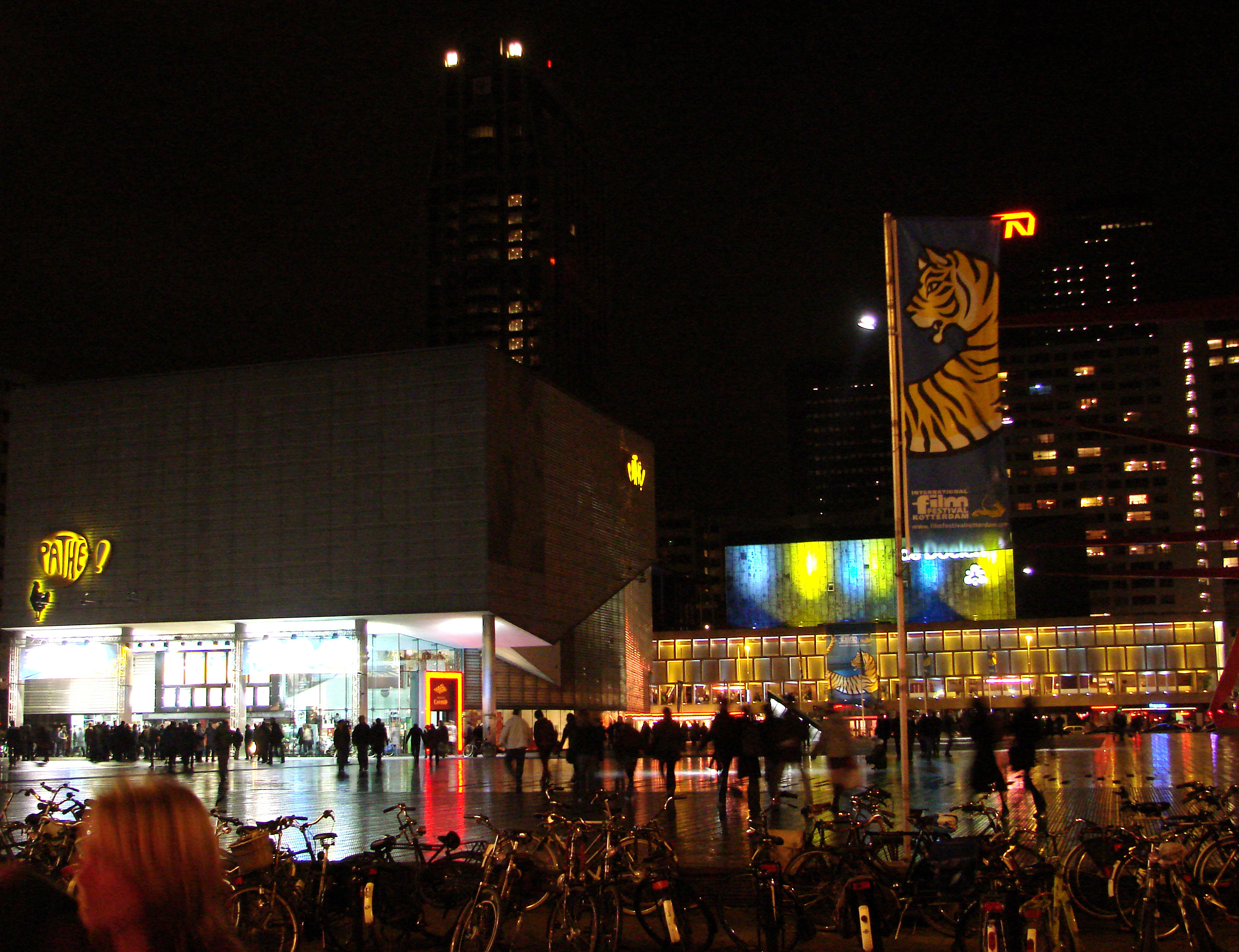
Schouwburg-Platz in Rotterdam mit Festival-Banner

Das International Film Festival Rotterdam (IFFR) ist das größte Filmfestival in den Niederlanden und zählt zu den wichtigsten in Europa. Es findet jährlich Ende Januar in Rotterdam statt. Ein Tiger ist das Maskottchen des Festivals. Es gehört zu den größeren Filmveranstaltungen Europas, ist aber kein A-Festival, wie die Berlinale oder die Festivals von Cannes und Venedig.

## Geschichte
Das erste Festival wurde im Juni 1972 unter dem Namen Film International veranstaltet. Festivalleiter war Hubert Bals. Als eine Initiative der Rotterdam Arts Foundation gegründet war das Filmfestival von Anfang auf alternatives Kino und Independent-Filme spezialisiert und diente ursprünglich als Showcase für die wachsende Arthouse-Film- und Kinolandschaft in den Niederlanden, mit besonderem Interesse an Filmen aus Ostasien und Entwicklungsländern. Trotz finanzieller Schwierigkeiten Mitte der 1980er Jahre wuchs das Festival stetig. Nahmen am 28. Juni 1972 siebzehn Personen an der Eröffnung des Festivals teil, zählt die Statistik für 2018 insgesamt 329.000 Besucher und teilnehmende 2.405 Filmschaffende. Die offizielle Auswahl des Festivals umfasste mehr als 500 Spielfilme, Langfilme und Kurzfilme aus über 50 Ländern.
Nach Hubert Bals' Tod 1988 hatte das Festival folgende Direktoren: Anne Head (1989), Marco Müller (1990–1991), Emile Fallaux (1992–1996), Simon Field (1996–2004), Sandra den Hamer (2000–2007), Rutger Wolfson (2008–2015), Bero Beyer (2015–2019) und Vanja Kaludjercic (seit 2019). Das IFFR ist gleichermaßen Publikumsfestival wie Markt für die Filmindustrie.
Im Andenken an den Festivalgründer wurde 1988 der Hubert Bals Fund, ein Fonds zur Unterstützung von Filmschaffenden aus Entwicklungsländern, geschaffen.
Zunächst hatte Rotterdam keinen Wettbewerb. 1995 wurden erstmals die Tiger Awards des niederländischen Fernseh- und Radiosenders VPRO für die Erst- oder Zweitfilme junger Filmschaffender vergeben. Zu den weiteren Filmpreisen, die am Festival verliehen werden, zählen ein FIPRESCI-Preis und der Preis der Niederländischen Filmkritik.
2021 feierte das Festival seine 50. Edition während eines strengen Lockdowns wegen der Coronakrise. Es fand deswegen erstmals als reines Online-Event statt.
Zu den deutschen Filmen, die im Wettbewerb präsentiert wurden, gehören Vergiss mein ich von Jan Schomburg und Letzter Abend von Lukas Nathrath. In den Wettbewerb 2025 waren unter anderem Im Haus meiner Eltern von Tim Ellrich sowie Perla von Alexandra Makarová eingeladen.
Heute ist die wichtigste Nebenschiene IFFR Exploding Cinema. Hier werden digitale Filme und Videos präsentiert, darunter experimentelle Animationsfilme, internetbasierte Unterhaltungsformate und Musikvideos.